# Acronicta radoti
Acronicta radoti là một loài bướm đêm trong họ Noctuidae.